# Pedro Arispe
Pour les articles homonymes, voir Arispe.
Pedro Arispe (dit el Indio) est un joueur de football uruguayen, né le 30 septembre 1900 à el Cerro et décédé le 4 mai 1960, ayant occupé le poste d'arrière en sélection nationale et au Rampla juniors, club où il passa 17 saisons, dont 15 en 1re division (il en devint le capitaine en 1927).
Il fit partie de l'encadrement technique de La Céleste aux côtés d'Alberto Suppici lors de la 1re Coupe du monde de football de 1930.

## Clubs
- Belgrano Oriental
- Reformers
- Albion del Cerro
- Rampla Juniors FC : 1919 (passe en 1re division en 1922) à 1937 (avec un intermède de 5 mois au Nacional durant sa tournée européenne en 1925)

## Palmarès

### Sélection nationale
- 19 sélections en équipe nationale, de 1924 à 1929
- Champion olympique en 1924 et 1928
- Champion d'Amérique du sud en 1924
- Coupe Lipton (face à l'Argentine) en 1924, 1927 et 1929
- Coupe Newton (face à l'Argentine) en 1929
- Participation à la tournée européenne du Nacional en 1925, durant 5 mois

### Club
- Champion d'Uruguay en 1927 (Rampla juniors, et alors capitaine)
- Champion d'Uruguay de 2e division en 1921 (Rampla juniors)
- Vice-champion d'Uruguay en 1923, 1928 (amat.), et 1932 (Prof.) (Rampla juniors)
- Plus de 300 parties en 1re division pour ce club